# Courtland Sutton
Pour les articles homonymes, voir Sutton.
(en) Statistiques sur pro-football-reference
Courtland Sutton, né le 10 octobre 1995 à Brenham au Texas, est un joueur américain de football américain. Il joue à la position de wide receiver dans la National Football League (NFL).

## Biographie

### Carrière universitaire
Étudiant à l'université méthodiste du Sud, il a joué pour l'équipe des Mustangs de SMU de 2014 à 2017.

### Carrière professionnelle
Il est sélectionné par les Broncos de Denver au deuxième tour, en 40e position, lors de la draft 2018 de la NFL. 
Il se révèle durant la saison 2019 en devenant le principal receveur des Broncos et un joueur difficile à contrer en défense. Il totalise en fin de saison 1 112 yards à la réception sur 72 passes attrapées en plus de marquer 6 touchdowns. Il est sélectionné pour le Pro Bowl, remplaçant DeAndre Hopkins des Texans de Houston qui est blessé.
Sa saison 2020 prend fin prématurément en raison d'une blessure au genou, une déchirure du ligament croisé antérieur, lors du deuxième match du calendrier face aux Steelers de Pittsburgh.

## Statistiques
| Année  | Équipe            | MJ     |     | Passes réceptionnées | Passes réceptionnées | Passes réceptionnées | Passes réceptionnées |       | Courses | Courses | Courses | Courses |
| Année  | Équipe            | MJ     | Nb. | Yards                | Moy.                 | TD                   | Nb.                  | Yards | Moy.    | TD      |         |         |
| 2018   | Broncos de Denver | 16     | 42  | 704                  | 16,8                 | 4                    | 1                    | -1    | -1      | 0       |         |         |
| 2019   | Broncos de Denver | 16     | 72  | 1 112                | 15,4                 | 6                    | 3                    | 17    | 5,7     | 0       |         |         |
| 2020   | Broncos de Denver | 1      | 3   | 66                   | 22                   | 0                    | -                    | -     | -       | -       |         |         |
| Totaux | Totaux            | Totaux | 117 | 1 882                | 16,1                 | 10                   | 4                    | 16    | 4       | 0       |         |         |